# Drohnensammelplatz
Drohnensammelplätze sind Plätze, die von männlichen Honigbienen (Drohnen der Gattung Apis wie Westliche Honigbiene Apis mellifera, Riesenhonigbiene Apis dorsata oder Östliche Honigbiene Apis cerana) nach der Geschlechtsreife (12–14 Tage nach dem Schlupf) aufgesucht werden, um sich mit jenen Bienenköniginnen zu paaren, die ebenfalls zu diesem Platz kommen. Auf Drohnensammelplätzen können sich bis zu 20.000 Drohnen sammeln.
Die Bezeichnung als Sammelplatz ist etwas irreführend, es handelt sich nicht um ein statisches Zusammenfinden an einem Platz. Das Sammeln der Drohnen und auch das Zusammentreffen und die Paarung mit den Königinnen ist ein dynamischer Prozess und findet im Flug über dem Gelände statt. Die versammelten Drohnen fliegen dabei so schnell umher, dass sie mit dem Auge kaum zu unterscheiden sind. Erst wenn man zum Beispiel einen kleinen Stein in die Luft wirft, kann man einzelne Drohnen erkennen, die sich reflexartig auf diese vermeintliche Königin stürzen wollen.
Das Verhalten der Bienen, ihre Orientierung und Kommunikation zur Entscheidung für einen Drohnensammelplatz und das zeitnahe Zusammenfinden ist noch nicht geklärt. Von dem Ort gehen offenbar sehr spezifische Signale aus, sodass ihn alle Drohnen der Bienenvölker in großem Umkreis gleichzeitig aufsuchen. Möglicherweise handelt es sich um optische Reize, vielleicht die (für Menschen unsichtbaren) Polarisationsmuster der einfallenden Sonnenstrahlung; möglicherweise sind auch Pheromone beteiligt. Auch topologisch störende Höhenzüge in Gebirgslagen behindern ein Zusammenfinden nicht. Alle Bienen, die sich dort einfinden, sind naiv, das heißt, sie haben den Platz nie zuvor besucht und kehren auch nie zu ihm zurück – die Drohnen verlassen ihn und kehren teilweise zu ihrem Stock zurück, die Königinnen gründen ein neues Volk, das sie meist nie mehr verlassen werden.
Drohnensammelplätze können sich über Jahre (25) am gleichen Ort befinden.